# 머세드강

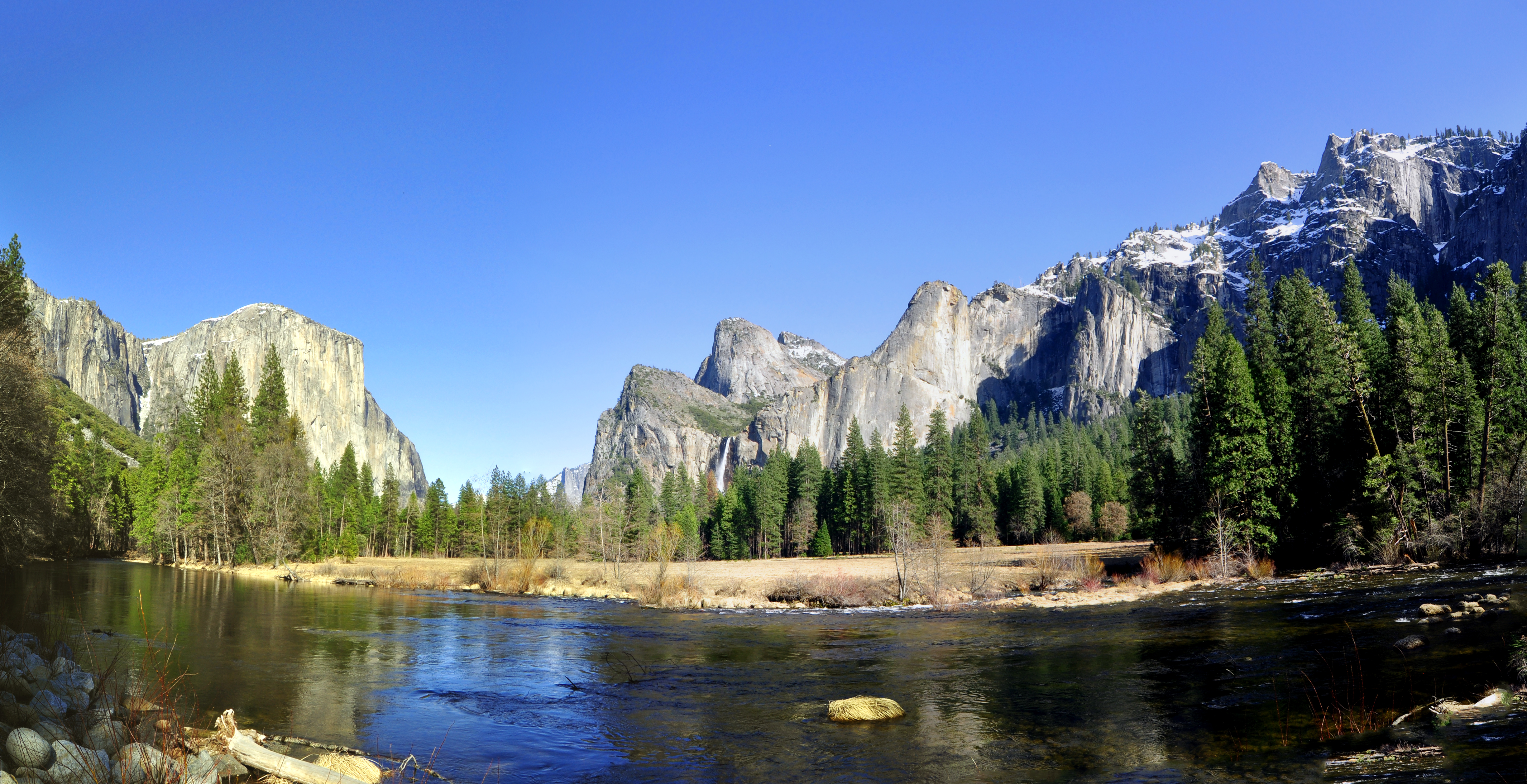
요세미티 밸리에서 흐르는 머세드강

머세드강(Merced River)은 미국 캘리포니아주 중부를 흐르는 하천이다. 시에라네바다산맥에서 센트럴밸리를 통해서 샌와킨 강에 이어지며 마지막은 태평양으로 이어진다. 길이는 약 180km이다.